# Wołyńska Obwodowa Administracja Państwowa

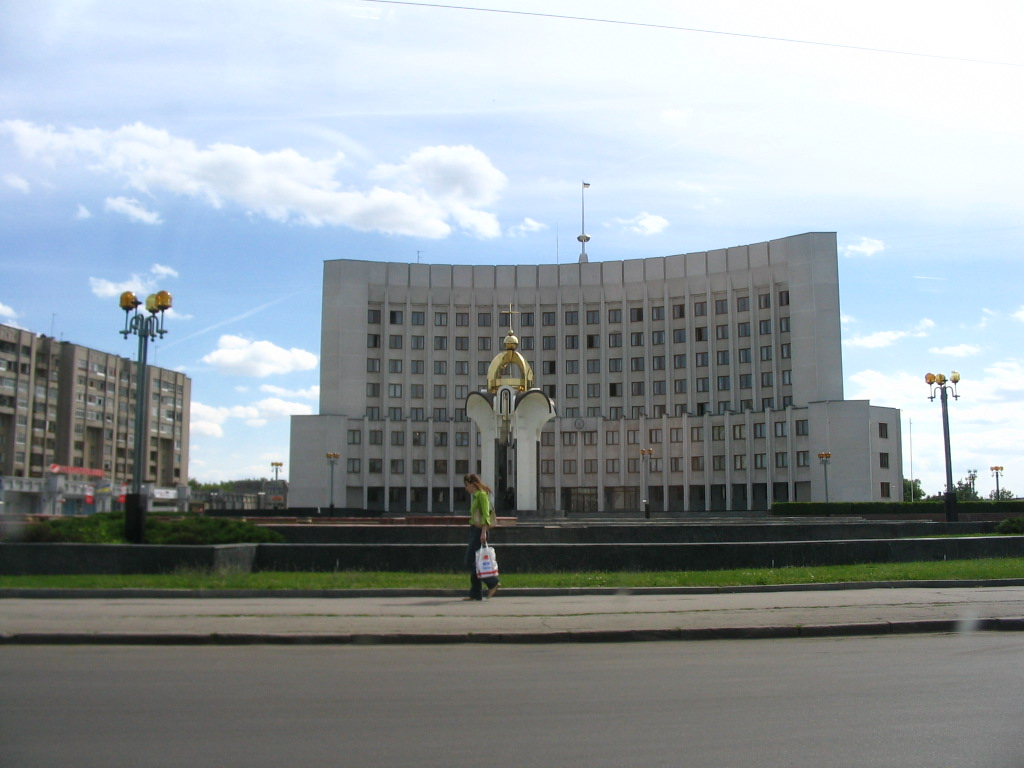
Budynek Wołyńskiej Obwodowej Administracji Państwowej

Wołyńska Obwodowa Administracja Państwowa – obwodowa administracja państwowa (ODA), działająca w obwodzie wołyńskim Ukrainy.

## Przewodniczący ODA
- Borys Klimczuk
- Anatolij Francuz (12 czerwca 2002 – 3 lutego 2005)
- Wołodymyr Bodnar
- Mykoła Romaniuk (od 10 grudnia 2007)
- Borys Klimczuk (od 26 marca 2010 do 5 lutego 2014)
- Ołeksandr Baszkałenko (krótko po objęciu obowiązków został porwany przez terrorystów[1], wywieziony na łucki Majdan w charakterze zakładnika i przykuty kajdankami do sceny[2])
- Hryhorij Pustowit (od 2 marca 2014 do 24 lipca 2014)
- Wołodymyr Hunczyk (24 lipca 2014–2018)
- Oleksandr Sawczenko (2018–2019)
- p.o. Oleksandr Kyryczuk (2019)
- Jurij Pohulajko (od 26 października 2019)